# Nicolò Bulega
Nicolò Jarod Bulega (Montecchio Emilia, 16 ottobre 1999) è un pilota motociclistico italiano, vincitore del campionato Mondiale Supersport nel 2023.

## Biografia
Residente a San Clemente ma cresciuto a Taneto di Gattatico, è figlio di Davide Bulega, anch'egli pilota professionista.

## Carriera

### Gli inizi
Inizia a correre nel 2007 nel campionato italiano di minimoto. Nel 2011 è campione italiano ed europeo MiniGP Junior 50. Nel 2012 si laurea campione italiano PreGP 125, mentre l'anno seguente vince il campionato di categoria PreGP 250. Nel 2014 prende parte al campionato spagnolo di velocità nella categoria Moto3, concludendo la stagione al sesto posto, e ad alcune gare del CIV Moto3. Nel 2015, sempre nel campionato spagnolo, ottiene tre terzi posti, tre secondi posti e una vittoria, laureandosi campione nell'ultima gara a Valencia.

### Motomondiale

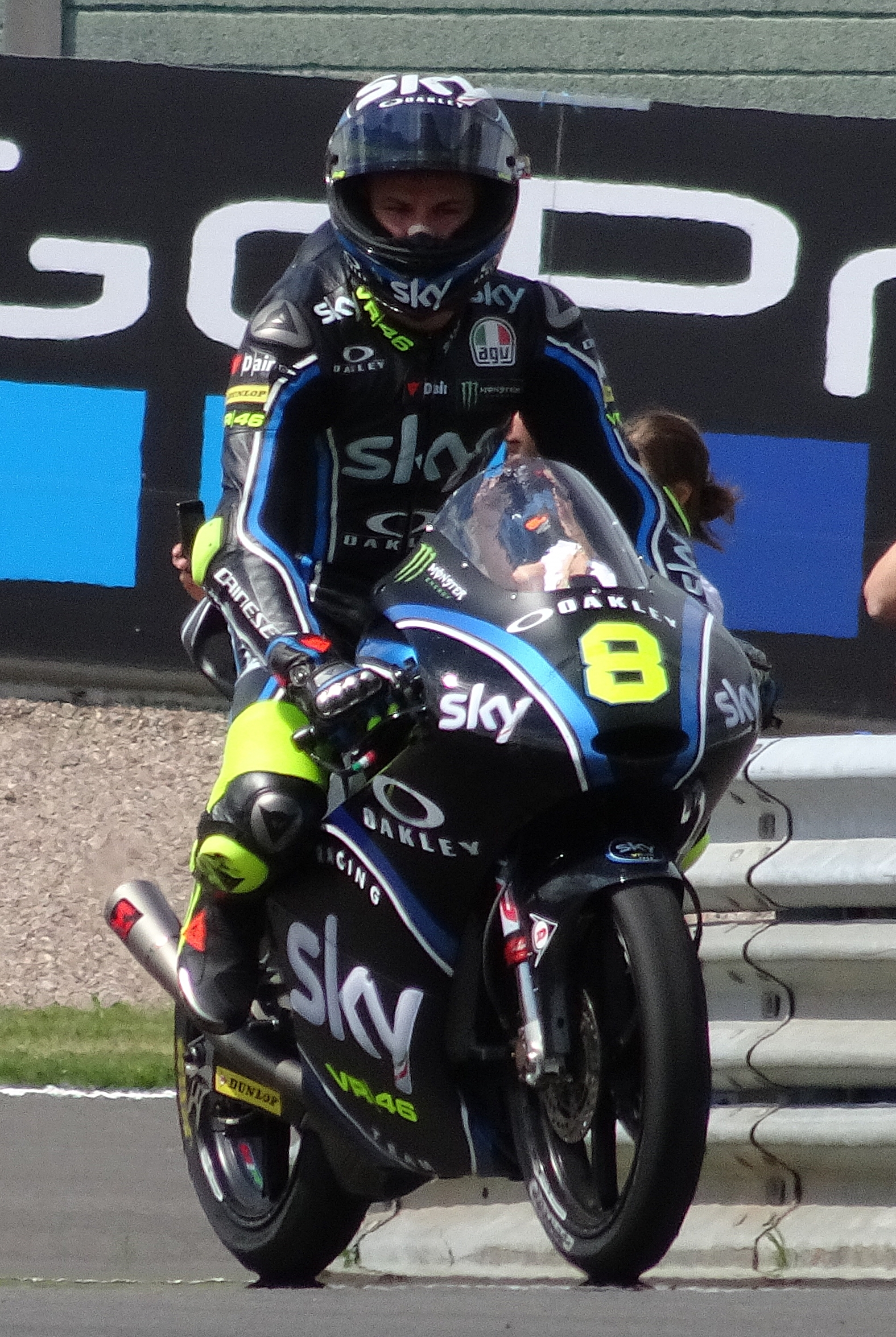
Bulega, sulla KTM RC 250 GP di VR46 Racing, al Gran Premio di Germania 2017.

Esordisce nella classe Moto3 del motomondiale sempre nel 2015, correndo il Gran Premio della Comunità Valenciana in qualità di wild card a bordo di una KTM RC 250 GP dello SKY Racing Team VR46. 
Nel 2016 entra a far parte della squadra VR46 Racing, con i compagni di box Andrea Migno, Romano Fenati e Lorenzo Dalla Porta. Nel primo Gran Premio stagionale in Qatar giunge sesto dopo aver battagliato a lungo nel gruppo dei primi. In occasione del Gran Premio di Spagna ottiene la sua prima pole position ed il suo primo podio nel contesto del motomondiale. Ottiene un terzo posto in Giappone. Chiude la stagione al 7º posto in classifica piloti con 129 punti all'attivo. Nel 2017 inizia la sua seconda stagione completa nel motomondiale, con lo stesso team e la stessa moto del 2016. Il compagno di squadra è ancora il connazionale Andrea Migno. Ottiene una pole position in Giappone. Nella tappa finale a Valencia, a seguito di una caduta, incorre in un infortunio al piede destro, concludendo così la sua stagione al dodicesimo posto in classifica piloti con 81 punti.
Nel 2018 rimane nello stesso team, con compagno di squadra Dennis Foggia.In questa stagione è costretto a saltare il Gran Premio del Giappone, quello d'Australia, quello della Malesia e quello della Comunità Valenciana a causa di un incidente domestico. Il suo posto in squadra, in questo frangente, viene preso da un altro pilota della VR46 Academy, Celestino Vietti. Conclude la stagione al 26º posto con 18 punti e ottenendo un settimo posto in Thailandia come miglior risultato in gara. Nel 2019 passa in Moto2, rimanendo sempre nel team VR46, con compagno di squadra Luca Marini. Ottiene come miglior risultato un settimo posto in Repubblica Ceca. Termina la stagione al 17º posto con 48 punti. In questa stagione è costretto a saltare il Gran Premio delle Americhe a causa di una sindrome compartimentale all'avambraccio destro. 
Nel 2020 corre con una Kalex Moto2 del team Gresini Racing, il compagno di squadra è Edgar Pons. Ottiene come miglior risultato un ottavo posto nel Gran Premio d'Europa e termina la stagione al 20º posto con 32 punti. Nel 2021 rimane nello stesso team, con compagno di squadra Fabio Di Giannantonio. Ottiene come miglior risultato due undicesimi posti (Francia e Germania) e chiude la stagione al ventiseiesimo posto con 12 punti. In questa stagione è costretto a saltare il Gran Premio d'Italia a causa di un infortunio alla spalla destra rimediato nel warm up, e il Gran Premio delle Americhe a causa di un infortunio a una gamba rimediato nelle prove libere.

### Supersport e Superbike

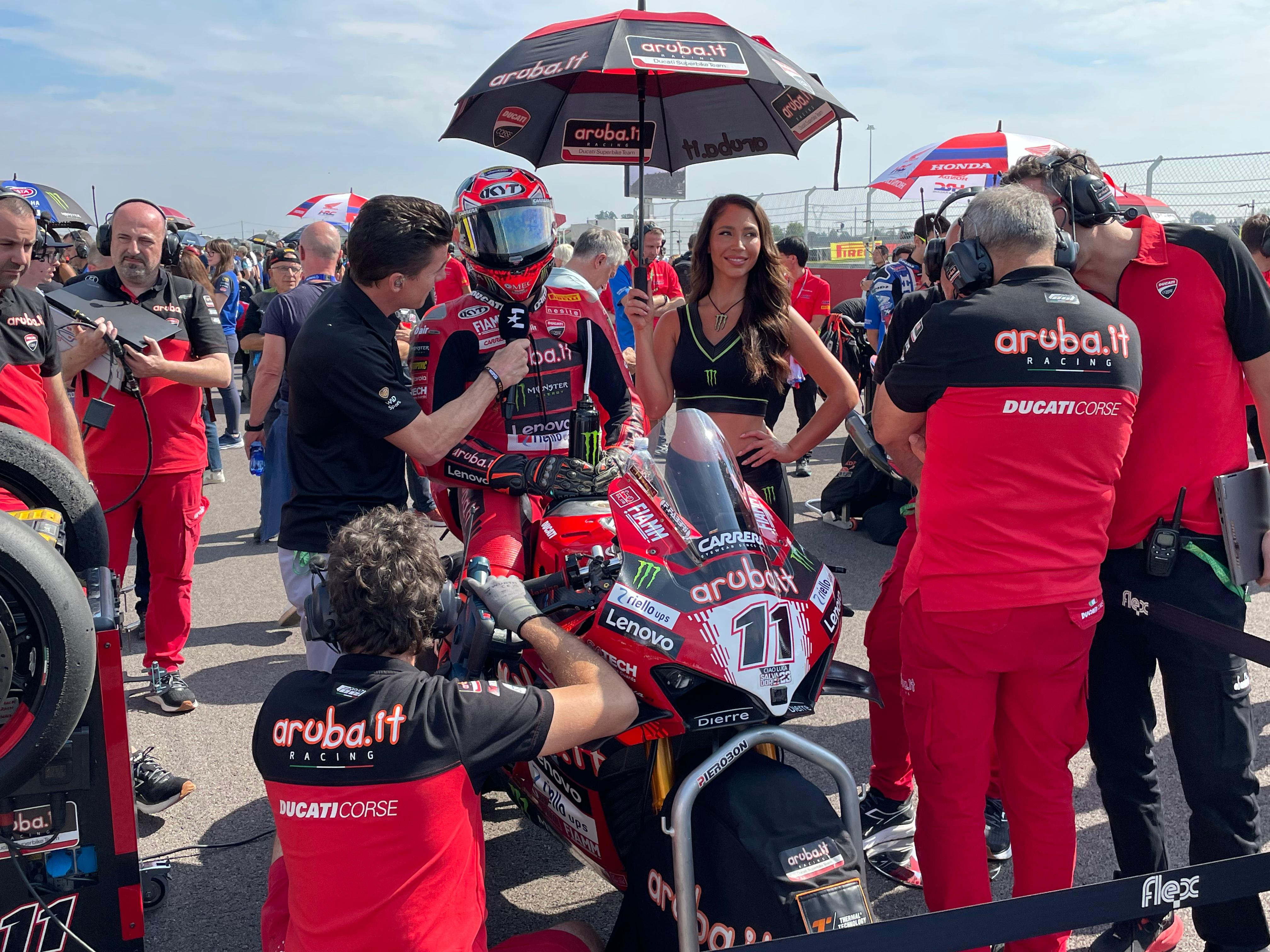
Bulega, sulla Ducati Panigale V4 R, in griglia di partenza prima di gara due del Gran Premio di superbike di Cremona 2024.

Nel settembre 2021 viene annunciato il suo approdo nel campionato mondiale Supersport nel 2022, alla guida della Panigale V2 del team Aruba. Al Gran Premio d'Aragona, prima prova stagionale, grazie al terzo posto di gara 2, riporta Ducati sul podio delle Supersport dove mancava dal 2007. Sale altre otto volte sul podio e termina il campionato al quarto posto.
Nel 2023 continua con la stessa squadra della stagione precedente. Con la doppia vittoria al Gran Premio d'Australia si porta al comando della classifica iridata. Mantiene questa posizione per tutto il campionato che chiude con un margine di quasi cento punti sul più prossimo dei rivaliː Stefano Manzi su Yamaha. In questa annata Bulega ottiene dieci pole position su dodici e sedici vittorie su ventiquattro gare disputate riportando il titolo Supersport a Borgo Panigale dove mancava dal 1997.
Per il 2024 il team Ducati lo promuove nel mondiale Superbike, il compagno di squadra è il campione uscente Álvaro Bautista. L'apertura di stagione, presso il circuito di Phillip Island, vede Bulega esordire con un hat trick: taglia il traguardo per primo dopo aver fatto siglare il giro più veloce della gara oltre che la pole position. In questo frangente ha la meglio su Andrea Locatelli e Andrea Iannone per un podio tutto italiano che mancava in questa categoria dal 1993. Nelle gare centrali del campionato è l'unico pilota che contiene i danni di fronte alla supremazia tecnica di Toprak Razgatlıoğlu e delle sue tredici vittorie consecutive. Durante l'infortunio del pilota turco ha la possibilità di accorciare in classifica: ottiene altre vittorie che gli consentono di rimanere in corsa per il titolo fino all'ultimo Gran Premio a Jerez. Proprio a Jerez, pur vincendo gara uno, il titolo va matematicamente a Razgatlıoğlu; questa vittoria è comunque fondamentale per permettere a Ducati di mettere le mani sul titolo costruttori.

## Risultati in gara

### Motomondiale
| 2015 | Classe | Moto |  |  |  |  |  |  |  |  |  |  |  |  |  |  |  |  |  |    |  | Punti | Pos. |
| ---- | ------ | ---- |  |  |  |  |  |  |  |  |  |  |  |  |  |  |  |  |  | -- |  | ----- | ---- |
| 2015 | Moto3  | KTM  |  |  |  |  |  |  |  |  |  |  |  |  |  |  |  |  |  | 12 |  | 4     | 31º  |

| 2016 | Classe | Moto |   |    |    |   |   |   |   |   |     |   |   |   |   |     |   |     |     |    |  | Punti | Pos. |
| ---- | ------ | ---- | - | -- | -- | - | - | - | - | - | --- | - | - | - | - | --- | - | --- | --- | -- |  | ----- | ---- |
| 2016 | Moto3  | KTM  | 6 | 18 | 10 | 2 | 5 | 8 | 5 | 7 | Rit | 9 | 9 | 5 | 4 | Rit | 3 | Rit | Rit | 17 |  | 129   | 7º   |

| 2017 | Classe | Moto |    |    |   |   |    |    |   |    |   |    |    |    |   |    |    |    |     |    |  | Punti | Pos. |
| ---- | ------ | ---- | -- | -- | - | - | -- | -- | - | -- | - | -- | -- | -- | - | -- | -- | -- | --- | -- |  | ----- | ---- |
| 2017 | Moto3  | KTM  | 14 | 16 | 5 | 7 | 17 | 10 | 9 | 10 | 4 | 23 | 11 | 20 | 5 | 14 | 12 | 11 | Rit | NP |  | 81    | 12º  |

| 2018 | Classe | Moto |     |     |     |    |     |    |     |    |    |    |    |    |     |    |   |     |     |     |     | Punti | Pos. |
| ---- | ------ | ---- | --- | --- | --- | -- | --- | -- | --- | -- | -- | -- | -- | -- | --- | -- | - | --- | --- | --- | --- | ----- | ---- |
| 2018 | Moto3  | KTM  | Rit | Rit | Rit | 17 | Rit | 21 | Rit | 11 | 14 | 19 | 23 | AN | Rit | 14 | 7 | Inf | Inf | Inf | Inf | 18    | 26º  |

| 2019 | Classe | Moto  |     |     |     |   |    |     |    |     |    |   |    |    |     |    |   |     |    |    |    | Punti | Pos. |
| ---- | ------ | ----- | --- | --- | --- | - | -- | --- | -- | --- | -- | - | -- | -- | --- | -- | - | --- | -- | -- | -- | ----- | ---- |
| 2019 | Moto2  | Kalex | Rit | Rit | Inf | 9 | 10 | Rit | 13 | Rit | 18 | 7 | 13 | 20 | Rit | 12 | 8 | Rit | 12 | 12 | 22 | 48    | 17º  |

| 2020 | Classe | Moto  |    |    |    |    |    |    |    |    |     |     |    |    |   |   |     |  |  |  |  | Punti | Pos. |
| ---- | ------ | ----- | -- | -- | -- | -- | -- | -- | -- | -- | --- | --- | -- | -- | - | - | --- |  |  |  |  | ----- | ---- |
| 2020 | Moto2  | Kalex | 18 | 14 | 12 | 14 | 16 | 13 | 15 | 11 | Rit | Rit | 18 | 17 | 8 | 9 | Rit |  |  |  |  | 32    | 20º  |

| 2021 | Classe | Moto  |    |    |     |     |    |    |    |    |    |    |    |    |     |    |    |    |    |    |  | Punti | Pos. |
| ---- | ------ | ----- | -- | -- | --- | --- | -- | -- | -- | -- | -- | -- | -- | -- | --- | -- | -- | -- | -- | -- |  | ----- | ---- |
| 2021 | Moto2  | Kalex | 22 | 17 | Rit | Rit | 11 | NP | 17 | 11 | 19 | 22 | 22 | 14 | Rit | 17 | NP | 18 | 22 | 24 |  | 12    | 26º  |

| Legenda | 1º posto        | 2º posto            | 3º posto            | A punti      | Senza punti        | Grassetto – Pole position Corsivo – Giro più veloce |
| Legenda | Gara non valida | Non qual./Non part. | Ritirato/Non class. | Squalificato | '-' Dato non disp. | Grassetto – Pole position Corsivo – Giro più veloce |

### Campionato mondiale Supersport
| 2022 | Moto   |   |   |   |   |   |     |   |   |     |   |   |   |    |   |     |    |    |    |    |   |   |   |   |   | Punti | Pos. |
| ---- | ------ | - | - | - | - | - | --- | - | - | --- | - | - | - | -- | - | --- | -- | -- | -- | -- | - | - | - | - | - | ----- | ---- |
| 2022 | Ducati | 5 | 3 | 3 | 4 | 3 | Rit | 3 | 3 | Rit | 3 | 9 | 2 | 11 | 3 | Rit | 14 | 15 | 10 | 11 | 8 | 6 | 6 | 2 | 4 | 242   | 4º   |

| 2023 | Moto   |   |   |   |   |   |   |   |     |   |   |   |   |   |   |   |    |   |   |   |   |   |   |   |   | Punti | Pos. |
| ---- | ------ | - | - | - | - | - | - | - | --- | - | - | - | - | - | - | - | -- | - | - | - | - | - | - | - | - | ----- | ---- |
| 2023 | Ducati | 1 | 1 | 5 | 3 | 1 | 1 | 1 | Rit | 1 | 2 | 1 | 1 | 3 | 2 | 1 | 16 | 1 | 1 | 1 | 1 | 1 | 2 | 1 | 1 | 503   | 1º   |

| Legenda | 1º posto        | 2º posto            | 3º posto           | A punti      | Senza punti        | Grassetto – Pole position Corsivo – Giro più veloce |
| Legenda | Gara non valida | Non qual./Non part. | Ritirato/Non class | Squalificato | '-' Dato non disp. | Grassetto – Pole position Corsivo – Giro più veloce |

### Campionato mondiale Superbike
| 2024 | Moto   |   |   |   |   |   |   |    |   |   |   |   |   |   |   |   |   |   |   |   |   |   |     |   |   |   |   |   |     |   |   |   |   |   |   |   |   |  |  |  |  |  |  | Punti | Pos. |
| ---- | ------ | - | - | - | - | - | - | -- | - | - | - | - | - | - | - | - | - | - | - | - | - | - | --- | - | - | - | - | - | --- | - | - | - | - | - | - | - | - |  |  |  |  |  |  | ----- | ---- |
| 2024 | Ducati | 1 | 5 | 5 | 2 | 4 | 2 | 11 | 2 | 8 | 2 | 2 | 2 | 4 | 2 | 2 | 6 | 2 | 2 | 7 | 5 | 2 | Rit | 1 | 1 | 2 | 4 | 3 | Rit | 3 | 3 | 2 | 1 | 2 | 1 | 1 | 2 |  |  |  |  |  |  | 484   | 2º   |

| 2025 | Moto   |   |   |   |   |   |   |   |     |     |   |   |   |   |   |   |   |     |   |   |   |   |   |    |   |  |  |  |  |  |  |  |  |  |  |  |  |  |  |  |  |  |  | Punti | Pos. |
| ---- | ------ | - | - | - | - | - | - | - | --- | --- | - | - | - | - | - | - | - | --- | - | - | - | - | - | -- | - |  |  |  |  |  |  |  |  |  |  |  |  |  |  |  |  |  |  | ----- | ---- |
| 2025 | Ducati | 1 | 1 | 1 | 2 | 2 | 2 | 1 | Rit | Rit | 1 | 1 | 1 | 2 | 2 | 1 | 2 | Rit | 2 | 2 | 2 | 2 | 2 | 13 | 2 |  |  |  |  |  |  |  |  |  |  |  |  |  |  |  |  |  |  | 381   |      |

| Legenda | 1º posto        | 2º posto            | 3º posto           | A punti      | Senza punti        | Grassetto – Pole position Corsivo – Giro più veloce |
| Legenda | Gara non valida | Non qual./Non part. | Ritirato/Non class | Squalificato | '-' Dato non disp. | Grassetto – Pole position Corsivo – Giro più veloce |